# Wrangel af Fall
Wrangel af Fall är en svensk adelsätt, utgrenad ur ätten Wrangel af Sauss och introducerad 1742 på Sveriges Riddarhus på nummer 1859. Ättens sist levande medlemmar blev upphöjda i friherrlig och grevlig värdighet, varvid den adliga ätten utgick.